# セルゲイ・ボブロフ
セルゲイ・パヴロヴィチ・ボブロフ（ロシア語: Серге́й Па́влович Бобро́в,英語: Sergei Pavlovich Bobrov、1889年グレゴリオ暦11月8日、ユリウス暦10月27日 - 1971年2月1日）は、20世紀初頭のロシア未来派（ロシア・アヴァンギャルド）を代表するロシア、ソ連の詩人、文学評論家、翻訳家、芸術家、数学者、出版者、ロシア未来派の主催者の一人、科学知識の啓発を図った。

## 生涯
父は、P.P.ボブロフ。財務省職員を務める傍らチェスを好み、チェス批評雑誌の発行者としても知られた。母は、アナスタシア・イワノフナ・サルギナ。子ども向け読物の作家であった。筆名はA.ギャラゲイ。
1904年から1909年にかけて、ボブロフは、カトコフスキー・リセとモスクワ絵画・彫刻・建築学校で学んだ。1911年から1913年にかけては、モスクワ考古学研究所のボランティアであった。彼は雑誌「ロシアの記録」で働き、アレクサンドル・プーシキンとニコライ・ヤジコフの作品を研究した。1913年に彼は短命に終わることになるシンボリストの団体「リリカ」を率い、1914年からは未来派団体「遠心分離器」を率いた（彼の同志としての文学者はボリス・パステルナーク、ニコライ・アセーエフ、イワン・アレクサンドロヴィチ・アクショーノフであった）。1916年、9つの仮名を使用して、彼は同人のためのアンソロジー『遠心分離器』の第2作目のコレクションの約3分の1を詩で満たした。革命前の3年間、ボブロフの指揮下にあった団体名をそのまま冠した出版社「遠心分離器」は、パステルナークの詩集『障壁を越えて』やアセーエフのいくつかのコレクションを含む数十冊の本を出版した。ボブロフは彼の団体の理論家および論争の的となる批評家として積極的に行動した。1920年代さまざまな仮名を用いて参画した雑誌『印刷と革命』では、彼の言挙げの語調は通常非常に厳しいものであった。1920年代には、いたるところの回想録に顔を出し、ボブロフの姿を不愉快なものにした多くの神話が文学界で形成された。革命前は、彼は露帝警察職員であり、のちには秘密警察職員となったとか、ボブロフは、死の直前のアレクサンドル・ブロークの演説中に、「彼はすでに死んだ男だ」と叫んだ、など）。現代の研究者たちは、これらの物語が現実のものではなかったことを示している。
ボブロフの詩は、1913年から1917年の革命前の時代に、『ブドウの向こうのバートグラード』、『ダイヤモンドの森』、『リラリラ』など幾つかの文集に掲載された。未来派の特徴的な技法と古典的なロシアの歌詞の模倣およびアンドレイ・ベールイの実験を組み合わせるもの。あるいは、両方の方法を同時に様式化することもある。形式的な観点からは、その時代のパステルナークの作風や英語劇のアクショーノフによる翻訳に見られるように、それは古典的なサイズの中断と三音節のストレスの省略による実験によって特徴付けられる。ボブロフは生涯の終わりまで作詩を続け、1960年代に『詩の日』年鑑などにおいて再び出版された。なお、すべてが公開されるには至っていない。
20代の初めに。ボブロフは、『人間嫌いの台頭』（1922年）、『イディトールの仕様』（1923年）、および『宝物を見つけた人』（1931年、仮名A.ユロフ使用）の3つの社会ユートピア小説を出版。1920年代から1930年代に、ボブロフは中央統計局に勤務し、抑圧され、カザフスタンのコクシェタウに追放された。帰国後、彼は数学について小学生向けに2つの人気の科学書『魔法の2つの角』（1949年）と『アルキメデスの夏』（1950年代、上下二巻）を素晴らしい形で書き、非常に人気があった。特に『2つの角』は何度も再版（前回は2018年）された。また、彼の散文作品の中には、自伝的な物語『少年』がある。
ボブロフは絶えず詩作に関心を持ち続けた。 1913年、ボブロフはドルニク（「パウズニク」と呼ばれる）を最初に説明した人物の一人であり、1915年に『プーシキン新研究』を出版し、1920年代にも出版物を出し、1962年からは、再びA.N.コルモゴロフと若きM. L.ガスパロフとともに新しい世代の詩の研究に参加した。ボブロフは、リズムの中断、単語分割のリズムに関する重要な研究を担当しています。なお、分割リズムについては研究提唱者の一人である。ガスパロフは、ボブロフに関する興味深い思い出を記念して、彼を「ロシアの詩の長老」と名指しして自身の著作『現代ロシアの詩』を献呈した。
ボブロフは、1918年に、謎めいたプーシキンの詩「主がアッシリア人のとき」の続編を著している。プーシキンの学者であるN.O.ラーナーは、デマをプーシキンの原文と認識し、ボブロフは偽造を作成する方法を明らかにした。
アルチュール・ランボー「酔いどれ船」の最初の完全な翻訳の作者であり、詩的な翻訳に多くの実りのある仕事を残した。彼は「ローランの歌」をロシア語に翻訳した。しかし、多くの翻訳はまだ公開されていない。

## 主な著作
- 随筆集『ブドウの向こうのバートグラード』1913年、162ページ
- 児童文学『魔法の2つの角』1967年、496ページ、75,000部刊行
- 物語『少年』1976年、496ページ、50,000部刊行
- 『日常の哲学に対する批評』ボブロフ未刊の本。スタンフォード大学図書館蒐集文書から。M.L. ガスパロヴァが「スタンフォード・スラヴ研究第6巻」として1993年10月刊行